# MBTH-Verfahren
Das MBTH-Verfahren ist ein Messverfahren zur Bestimmung kurzkettiger aliphatischer Aldehyde. Das diskontinuierliche Verfahren wird zur Emissionsmessung eingesetzt.

## Aufbau, Verfahren und Einsatz
Für die Summenbestimmung kurzkettiger aliphatischer Aldehyde (Formaldehyd, Acetaldehyd und Propionaldehyd) wird ein Teilstrom des beladenen Abgases durch zwei in Reihe geschaltete Waschflaschen geleitet, wobei die zweite Flasche zur Kontrolle der Vollständigkeit der Aldehydabsorption dienen soll. Die Aldehyde werden so in Reaktion mit einem Hydrochlorid von 3-Methyl-2-benzothiazolinonhydrazon (MBTH) gebracht. Bei der anschließenden Reaktion mit Eisenchlorid entsteht in zwei Oxidationsschritten ein Tetraazapentamethincyanin-Kation, das photometrisch vermessen werden kann.
Im Ringversuch lieferten das MBTH-Verfahren und das mit Dinitrophenylhydrazin arbeitende DNPH-Verfahren gleichwertige Ergebnisse. Im Vergleich zum DNPH-Verfahren ist das MBTH-Verfahren nicht selektiv bezüglich Formaldehyd.
Aufgrund von Störeinflüssen ist das MBTH-Verfahren nicht mehr anzuwenden, wenn die Konzentration an Schwefeldioxid mehr als 30 mg/m3 beträgt. Es käme sonst zu erheblichen Minderbefunden.
Das MBTH-Verfahren wurde mit der VDI-Richtlinie VDI 3862 Blatt 1 standardisiert. Es wird unter anderem in der Emissionsmessung bei der Holzbe- und verarbeitung eingesetzt.